# Laser Squad Nemesis
Laser Squad Nemesis (с англ. — «Лазерный Отряд Немезида») — компьютерная игра в жанре многопользовательской пошаговой тактики, разработанная компанией Codo Technologies и изданная компаниями Got Game в Северной Америке и Merscom в Европе 26 апреля 2003 года эксклюзивно для PC. Издана компанией Руссобит-М в России 16 июля 2004 года эксклюзивно для PC. Главный геймдизайнер игры, Джулиан Голлоп, ранее создал серию X-COM и оригинальный Laser Squad.

## Игровой процесс
Laser Squad Nemesis — изометрическая игра с пошаговой системой боя, где игроки отдают приказы отряду солдат или инопланетян.
Каждый ход игрок отдает приказы своим войскам, просматривает вероятный результат этих приказов и отправляет приказы на сервер LSN через веб-интерфейс или через электронную почту. Приказы обрабатываются одновременно, после того как оба игрока отправили свои приказы, и результаты раунда отправляются назад обоим игрокам. Результат предыдущего хода просматриваются в реальном времени как десятисекундный видеоролик, с возможностью паузы, замедления и перемотки (на несколько ходов). То есть в LSN используется система We-Go

## Расы
Существует четыре расы, которыми можно играть в игре: Пехота, Машины, Рой и Серые. Пехота — бронированные пешие солдаты, которые полагаются на их мобильность и огневую мощь, чтобы остаться в живых. Машины — более медленные, прочные механические боевые единицы с сильной большой мощью. Рой — раса чужих, которые полагаются на их количество. Они, в большинстве своем, единицы ближнего боя и должны подобраться близко к оппоненту, чтобы вступить с ним в бой, хотя они обладают несколькими единицами дальнего боя. Серые — стереотипная раса инопланетян c дорогим оружием, технологией контроля разума и энергетическими щитами для защиты своих хрупких тел. Каждая раса отличается от остальных, требует иной тактики для эффективной игры.

## Сообщество
Много энтузиастов запустили свои собственные турниры, где участники могут играть в составе команды или индивидуально. Существует также автоматизированная турнирная система, которую использует игровой сервер для начала игры между игроками по мере необходимости. Некоторые из наиболее предприимчивых игроков создали свои собственные соревнования с использованием данной системы, и она также используется для официальных Codo турниров.

## Маркетинг
В соответствии с официальной страницей покупки, покупатель получает однопользовательские кампании, а также может без ограничения играть в Хотсит игры с другим человеком, но должен оплачивать подписку для игры в многопользовательские онлайн игры. Начальная версия поставляется с одним месяцем бесплатной многопользовательской онлайн игры. Обновления и патчи бесплатны в течение двух лет с даты покупки, хотя их не было с июня 2006 года. Редактор карт прилагается к игре.

## Отзывы
| Сводный рейтинг       | Сводный рейтинг       |
| Агрегатор             | Оценка                |
| --------------------- | --------------------- |
| GameRankings          | 70,83 %               |
| Metacritic            | 73 / 100 (15 обзоров) |
| MobyRank              | 69 / 100              |
| Иноязычные издания    |                       |
| Издание               | Оценка                |
| 1UP.com               | A                     |
| AllGame               | [ 6 ]                 |
| CVG                   | 7,3 / 10              |
| GameSpot              | 7,1 / 10              |
| Русскоязычные издания |                       |
| Издание               | Оценка                |
| Absolute Games        | 67 %                  |
| «Домашний ПК»         | [ 10 ]                |
| «Игромания»           | 6,0 / 10              |